# Трисвинециттрий
Трисвинециттрий — бинарное неорганическое соединение
иттрия и свинца
с формулой YPb3,
кристаллы.

## Получение
- Сплавление стехиометрических количеств чистых веществ:

{\displaystyle {\mathsf {Y+3Pb\ {\xrightarrow {740^{o}C}}\ YPb_{3}}}}

## Физические свойства
Трисвинециттрий образует кристаллы
кубической сингонии, пространственная группа P m3m, параметры ячейки a = 0,4814 нм, Z = 1,
структура типа тримедьзолота AuCu3
.
Соединение образуется по перитектической реакции при температуре 740°C.
При температуре ≈4 К соединение переходит в сверхпроводящее состояние 